# Kajakarstwo na Letnich Igrzyskach Olimpijskich 1968 – K-2 1000 m mężczyzn
K-2 1000 m mężczyzn – jedna z konkurencji rozgrywanych w ramach kajakarstwa, podczas letnich igrzysk olimpijskich w 1968. Eliminacje odbyły się 22 października, repasaże – 23 października, półfinały – 24 października, a finał został zaś rozegrany 25 października.
Do eliminacji zgłoszonych zostało 17 państw, z których każde reprezentowane było przez dwóch zawodników. Z każdej rundy eliminacyjnej trójka duetów z najlepszymi czasami awansowała bezpośrednio do półfinału, pozostałe zaś przystąpiły do fazy rewanżowej, w której trójka najszybszych duetów awansowała także do fazy półfinałowej. Z każdej rundy półfinałowej trójka najszybszych kajakarskich dwójek awansowała do finału.
Zawody w tej konkurencji wygrali reprezentanci ZSRR Ołeksandr Szaparenko i Wołodymyr Morozow. Drugą pozycję zajęli zawodnicy z Węgier Csaba Giczy i István Tímár, trzecią zaś reprezentujący Austrię Gerhard Seibold i Günther Pfaff.

## Wyniki

### Eliminacje
Bieg 1
| Miejsce | Zawodnicy                              | Państwo           | Wynik   |
| ------- | -------------------------------------- | ----------------- | ------- |
| 1.      | Atanasie Sciotnic Aurel Vernescu       | Rumunia           | 3:36,50 |
| 2.      | Csaba Giczy István Tímár               | Węgry             | 3:37,90 |
| 3.      | Ołeksandr Szaparenko Wołodymyr Morozow | ZSRR              | 3:40,90 |
| 4.      | Adrian Powell John Southwood           | Australia         | 3:42,60 |
| 5.      | Lars Andersson Gunnar Utterberg        | Szwecja           | 3:42,80 |
| 6.      | Jean-Pierre Burny Herman Naegels       | Belgia            | 3:49,50 |
| 7.      | Paul Beachem Peter Weigand             | Stany Zjednoczone | 4:15,00 |

Bieg 2
| Miejsce | Zawodnicy                             | Państwo                  | Wynik   |
| ------- | ------------------------------------- | ------------------------ | ------- |
| 1.      | Gerhard Seibold Günther Pfaff         | Austria                  | 3:38,90 |
| 2.      | Paul Hoekstra Toon Geurts             | Holandia                 | 3:42,00 |
| 3.      | Cesare Beltrami Cesare Zilioli        | Włochy                   | 3:44,10 |
| 4.      | Holger Zander Berni Schulze           | RFN                      | 3:50,80 |
| 5.      | Paul Gnamia M'Boule N'Gama            | Wybrzeże Kości Słoniowej | 4:09,80 |
| 6.      | Arpad Simonyik Jean Barré             | Kanada                   | 4:14,50 |
| –       | Karl-Gustav von Alfthan Heikki Mäkelä | Finlandia                | DNS     |

Bieg 3
| Miejsce | Zawodnicy                           | Państwo         | Wynik   |
| ------- | ----------------------------------- | --------------- | ------- |
| 1.      | Klaus Heinroth Manfred Ehrhardt     | NRD             | 3:50,30 |
| 2.      | Staniša Radmanović Zlatomir Šuvački | Jugosławia      | 3:51,50 |
| 3.      | Peter Lawler Mark Whitby            | Wielka Brytania | 3:53,50 |
| 4.      | Alonso Heinze Jerónimo Gómez        | Meksyk          | 4:09,90 |
| –       | Hans-Viggo Knudsen Erik Hansen      | Dania           | DNS     |
| –       | Egil Søby Jan Johansen              | Norwegia        | DNS     |

### Repasaże
Bieg 1
| Miejsce | Zawodnicy                        | Państwo                  | Wynik   |
| ------- | -------------------------------- | ------------------------ | ------- |
| 1.      | Jean-Pierre Burny Herman Naegels | Belgia                   | 3:47,64 |
| 2.      | Adrian Powell John Southwood     | Australia                | 3:50,82 |
| 3.      | Paul Gnamia M'Boule N'Gama       | Wybrzeże Kości Słoniowej | 4:07,98 |

Bieg 2
| Miejsce | Zawodnicy                       | Państwo           | Wynik   |
| ------- | ------------------------------- | ----------------- | ------- |
| 1.      | Holger Zander Berni Schulze     | RFN               | 3:50,08 |
| 2.      | Lars Andersson Gunnar Utterberg | Szwecja           | 3:54,18 |
| 3.      | Arpad Simonyik Jean Barré       | Kanada            | 3:59,03 |
| 4.      | Paul Beachem Peter Weigand      | Stany Zjednoczone | 4:00,04 |
| 5.      | Alonso Heinze Jerónimo Gómez    | Meksyk            | 4:11,57 |

### Półfinały
Bieg 1
| Miejsce | Zawodnicy                        | Państwo         | Wynik   |
| ------- | -------------------------------- | --------------- | ------- |
| 1.      | Atanasie Sciotnic Aurel Vernescu | Rumunia         | 3:43,94 |
| 2.      | Jean-Pierre Burny Herman Naegels | Belgia          | 3:44,63 |
| 3.      | Paul Hoekstra Toon Geurts        | Holandia        | 3:53,05 |
| 4.      | Arpad Simonyik Jean Barré        | Kanada          | 3:58,37 |
| 5.      | Peter Lawler Mark Whitby         | Wielka Brytania | 3:59,50 |

Bieg 2
| Miejsce | Zawodnicy                              | Państwo                  | Wynik   |
| ------- | -------------------------------------- | ------------------------ | ------- |
| 1.      | Ołeksandr Szaparenko Wołodymyr Morozow | ZSRR                     | 3:44,39 |
| 2.      | Gerhard Seibold Günther Pfaff          | Austria                  | 3:46,30 |
| 3.      | Holger Zander Berni Schulze            | RFN                      | 3:49,19 |
| 4.      | Staniša Radmanović Zlatomir Šuvački    | Jugosławia               | 3:53,60 |
| 5.      | Paul Gnamia M'Boule N'Gama             | Wybrzeże Kości Słoniowej | 4:01,31 |

Bieg 3
| Miejsce | Zawodnicy                       | Państwo   | Wynik   |
| ------- | ------------------------------- | --------- | ------- |
| 1.      | Csaba Giczy István Tímár        | Węgry     | 3:45,77 |
| 2.      | Cesare Beltrami Cesare Zilioli  | Włochy    | 3:48,69 |
| 3.      | Lars Andersson Gunnar Utterberg | Szwecja   | 3:48,97 |
| 4.      | Klaus Heinroth Manfred Ehrhardt | NRD       | 3:51,78 |
| 5.      | Adrian Powell John Southwood    | Australia | 3:52,17 |

### Finał
| Miejsce | Zawodnicy                              | Państwo  | Wynik   |
| ------- | -------------------------------------- | -------- | ------- |
| 01 !    | Ołeksandr Szaparenko Wołodymyr Morozow | ZSRR     | 3:37,54 |
| 02 !    | Csaba Giczy István Tímár               | Węgry    | 3:38,44 |
| 03 !    | Gerhard Seibold Günther Pfaff          | Austria  | 3:40,71 |
| 4.      | Paul Hoekstra Toon Geurts              | Holandia | 3:41,36 |
| 5.      | Lars Andersson Gunnar Utterberg        | Szwecja  | 3:41,99 |
| 6.      | Atanasie Sciotnic Aurel Vernescu       | Rumunia  | 3:45,18 |
| 7.      | Jean-Pierre Burny Herman Naegels       | Belgia   | 3:45,21 |
| 8.      | Cesare Beltrami Cesare Zilioli         | Włochy   | 3:46,08 |
| 9.      | Holger Zander Berni Schulze            | RFN      | 4:02,98 |